# Río Bonnechere

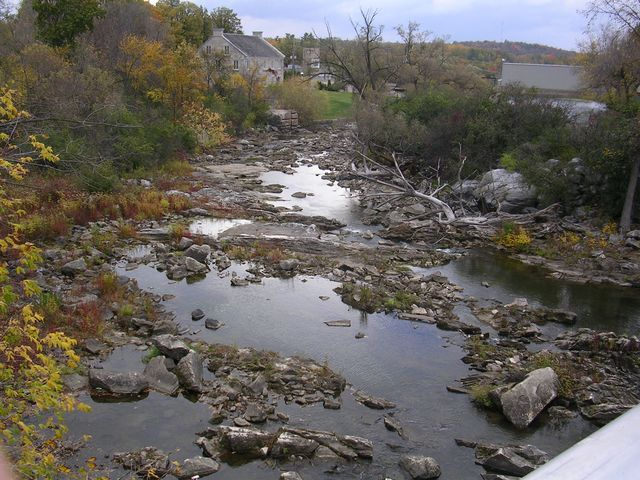
Río Bonnechere en Renfrew con bajo nivel de agua

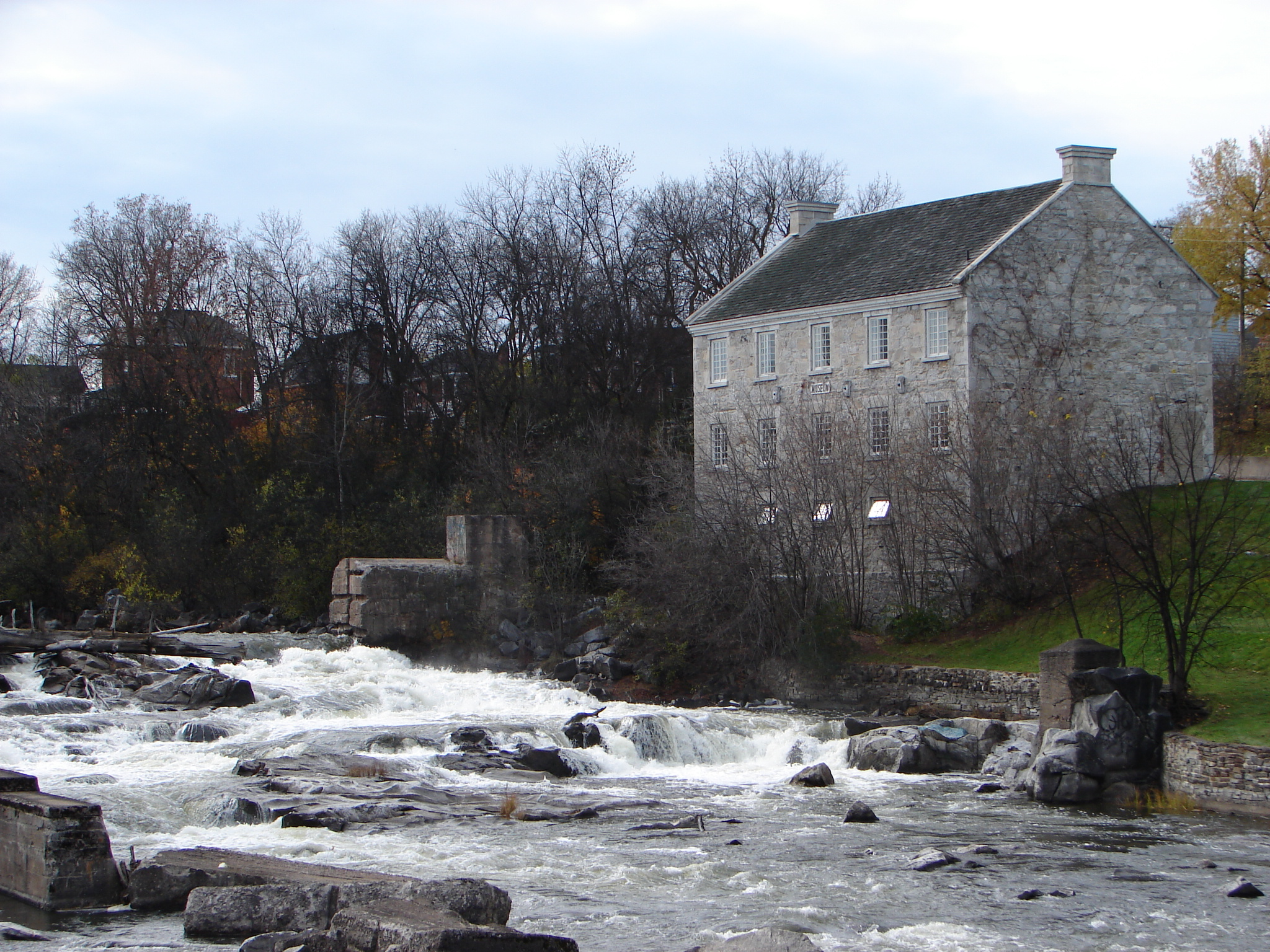
El Museo de Renfrew a lo largo del río Bonnechere en Renfrew.

El río Bonnechere (del inglés: 'Bonnechere River'); en francés: rivière Bonnechere es un corto río de Canadá que discurre por la parte oriental de la provincia de Ontario. Comienza en el Parque Algonquin y fluye hacia el sureste a través del condado de Renfrew, donde desagua en el río Ottawa por la derecha, al este y al norte de Renfrew. El río tiene unos145 km de largo y drena una cuenca de 2400 km².
Durante la década de 1800, el río fue utilizado para el transporte del pino blanco del este provenientes de la tala de las zonas boscosas que rodean el río. Existen varias centrales hidroeléctrica construidas sobre el río. 

## Las cuevas de Bonnechère
Las cuevas de Bonnechère, formadas por el río en la antigua piedra caliza, se encuentran junto al río, cerca de la aldea de Eganville en la aldea de Four Chute.
El primer salto (cascada) del río está donde el Bonnechere desemboca en el río Ottawa. El segundo salto está en Renfrew, y esta cascada tiene una presa hidroeléctrica. El tercer salto está en Douglas, que también tiene una presa hidroeléctrica. El cuarto salto está en el pequeño pueblo de Four Chute («Cuatro Saltos») y el quinto salto en Eganville.
Los principales afluentes de este río son: 
- río Aylen
- río Pine
- río Sherwood

El Bonnechere corre a través del lago Golden y el lago Round. Hay dos parques provinciales a lo largo de su longitud: el Parque Provincial del Río Bonnechere (de 23 km de longitud, linda con la frontera del Parque Algonquin) y el Parque Provincial Bonnechere (situado en el Lago Round). 
El nombre del río se cree que proviene del francés «bonne chère», que significa «buen comer», lo que sugiere que los primeros exploradores encontraron una amplia oferta de animales de caza en esta región. 
El río Bonnechere tiene al menos unos 175 millones de años de antigüedad y corre por un empinado valle conocido como Ottawa-Bonnechere Graben.

## Rafting en el río
Cada año, el río es sitio de una serie de pruebas de rafting entre el tercer y cuarto salto. Originalmente organizado por locales, la prueba ha adquirido una posición menos oficial, y transcurre con poca o ninguna organización al margen de su fecha pre-determinada durante el fin de semana más próximo al Día de la Victoria. Los participantes diseñan y construyen una balsa o cualquier otra cosa, con la esperanza de que el río los lleve. El río presenta obstáculos naturales en forma de rápidos. No hay ningún afán de competencia en una carrera sin premio en el otro extremo, más que una calurosa bienvenida y un buen momento. La mayoría de los participantes son jóvenes de la zona que regresan a visitar amigos y familiares. Después de haber superado recientemente su décimo año, la carrera del río se está convirtiendo en una tradición local.